# 20. etape af Giro d'Italia 2021
20. etape af Giro d'Italia 2021 er en 164 km lang bjergetape, som køres den 29. maj 2021 med start i Verbania og mål på Alpe Motta.

## Resultater

### Etaperesultat
| \| Etaperesultat \| Etaperesultat \| Etaperesultat \| Etaperesultat \| Etaperesultat \| \| Rytter \| Rytter \| Hold \| Tid \| \| \| ------------- \| ----------------- \| --------------------- \| ------------- \| ------------- \| \| 1. \| Damiano Caruso \| Bahrain Victorious \| 4t 27' 53" \| \| \| 2. \| Egan Bernal \| Ineos Grenadiers \| + 24" \| \| \| 3. \| Daniel Martínez \| Ineos Grenadiers \| + 35" \| \| \| 4. \| Romain Bardet \| Team DSM \| + 35" \| \| \| 5. \| João Almeida \| Deceuninck-Quick Step \| + 41" \| \| \| 6. \| Simon Yates \| BikeExchange \| + 51" \| \| \| 7. \| Aleksandr Vlasov \| Astana-Premier Tech \| + 1' 13" \| \| \| 8. \| Hugh Carthy \| EF Education-Nippo \| + 1' 29" \| \| \| 9. \| Lorenzo Fortunato \| Eolo-Kometa \| + 2' 07" \| \| \| 10. \| Antonio Pedrero \| Movistar Team \| + 2' 23" \| \| |                   |                       |            |
| |                   |                       |            |
| Kilde: ProCyclingStats |                   |                       |            |
| Etaperesultat |                   |                       |            |
| Rytter | Rytter            | Hold                  | Tid        |
| 1. | Damiano Caruso    | Bahrain Victorious    | 4t 27' 53" |
| 2. | Egan Bernal       | Ineos Grenadiers      | + 24"      |
| 3. | Daniel Martínez   | Ineos Grenadiers      | + 35"      |
| 4. | Romain Bardet     | Team DSM              | + 35"      |
| 5. | João Almeida      | Deceuninck-Quick Step | + 41"      |
| 6. | Simon Yates       | BikeExchange          | + 51"      |
| 7. | Aleksandr Vlasov  | Astana-Premier Tech   | + 1' 13"   |
| 8. | Hugh Carthy       | EF Education-Nippo    | + 1' 29"   |
| 9. | Lorenzo Fortunato | Eolo-Kometa           | + 2' 07"   |
| 10. | Antonio Pedrero   | Movistar Team         | + 2' 23"   |

### Klassement efter etapen
| \| Samlede stilling \| Samlede stilling \| Samlede stilling \| Samlede stilling \| Samlede stilling \| \| Rytter \| Rytter \| Hold \| Tid \| \| \| ---------------- \| ---------------- \| ---------------------- \| ---------------- \| ---------------- \| \| 1. \| Egan Bernal \| Ineos Grenadiers \| 85t 41' 47" \| \| \| 2. \| Damiano Caruso \| Bahrain Victorious \| + 1' 59" \| \| \| 3. \| Simon Yates \| BikeExchange \| + 3' 23" \| \| \| 4. \| Aleksandr Vlasov \| Astana-Premier Tech \| + 7' 07" \| \| \| 5. \| Romain Bardet \| Team DSM \| + 7' 48" \| \| \| 6. \| Daniel Martínez \| Ineos Grenadiers \| + 7' 56" \| \| \| 7. \| Hugh Carthy \| EF Education-Nippo \| + 8' 22" \| \| \| 8. \| João Almeida \| Deceuninck-Quick Step \| + 8' 50" \| \| \| 9. \| Tobias Foss \| Jumbo-Visma \| + 12' 39" \| \| \| 10. \| Daniel Martin \| Israel Start-Up Nation \| + 16' 48" \| \| |                  |                        |             |
| |                  |                        |             |
| Kilde: ProCyclingStats |                  |                        |             |
| Samlede stilling |                  |                        |             |
| Rytter | Rytter           | Hold                   | Tid         |
| 1. | Egan Bernal      | Ineos Grenadiers       | 85t 41' 47" |
| 2. | Damiano Caruso   | Bahrain Victorious     | + 1' 59"    |
| 3. | Simon Yates      | BikeExchange           | + 3' 23"    |
| 4. | Aleksandr Vlasov | Astana-Premier Tech    | + 7' 07"    |
| 5. | Romain Bardet    | Team DSM               | + 7' 48"    |
| 6. | Daniel Martínez  | Ineos Grenadiers       | + 7' 56"    |
| 7. | Hugh Carthy      | EF Education-Nippo     | + 8' 22"    |
| 8. | João Almeida     | Deceuninck-Quick Step  | + 8' 50"    |
| 9. | Tobias Foss      | Jumbo-Visma            | + 12' 39"   |
| 10. | Daniel Martin    | Israel Start-Up Nation | + 16' 48"   |

| Pointkonkurrence | Pointkonkurrence | Pointkonkurrence                   | Pointkonkurrence | Pointkonkurrence |
| Rytter           | Rytter           | Hold                               | Point            |                  |
| ---------------- | ---------------- | ---------------------------------- | ---------------- | ---------------- |
| 1.               | Peter Sagan      | Bora-Hansgrohe                     | 136 point        |                  |
| 2.               | Davide Cimolai   | Israel Start-Up Nation             | 118 point        |                  |
| 3.               | Fernando Gaviria | UAE Team Emirates                  | 116 point        |                  |
| 4.               | Elia Viviani     | Cofidis                            | 86 point         |                  |
| 5.               | Egan Bernal      | Ineos Grenadiers                   | 80 point         |                  |
| 6.               | Dries De Bondt   | Alpecin-Fenix                      | 71 point         |                  |
| 7.               | Andrea Pasqualon | Intermarché-Wanty-Gobert Matériaux | 61 point         |                  |
| 8.               | Simone Consonni  | Cofidis                            | 60 point         |                  |
| 9.               | Umberto Marengo  | Bardiani CSF Faizanè               | 57 point         |                  |
| 10.              | Alberto Bettiol  | EF Education-Nippo                 | 53 point         |                  |

| Pointkonkurrence | Pointkonkurrence | Pointkonkurrence                   | Pointkonkurrence | Pointkonkurrence |
| Rytter           | Rytter           | Hold                               | Point            |                  |
| ---------------- | ---------------- | ---------------------------------- | ---------------- | ---------------- |
| 1.               | Peter Sagan      | Bora-Hansgrohe                     | 136 point        |                  |
| 2.               | Davide Cimolai   | Israel Start-Up Nation             | 118 point        |                  |
| 3.               | Fernando Gaviria | UAE Team Emirates                  | 116 point        |                  |
| 4.               | Elia Viviani     | Cofidis                            | 86 point         |                  |
| 5.               | Egan Bernal      | Ineos Grenadiers                   | 80 point         |                  |
| 6.               | Dries De Bondt   | Alpecin-Fenix                      | 71 point         |                  |
| 7.               | Andrea Pasqualon | Intermarché-Wanty-Gobert Matériaux | 61 point         |                  |
| 8.               | Simone Consonni  | Cofidis                            | 60 point         |                  |
| 9.               | Umberto Marengo  | Bardiani CSF Faizanè               | 57 point         |                  |
| 10.              | Alberto Bettiol  | EF Education-Nippo                 | 53 point         |                  |

| Bjergkonkurrence | Bjergkonkurrence  | Bjergkonkurrence       | Bjergkonkurrence | Bjergkonkurrence |
| Rytter           | Rytter            | Hold                   | Point            |                  |
| ---------------- | ----------------- | ---------------------- | ---------------- | ---------------- |
| 1.               | Geoffrey Bouchard | AG2R Citroën Team      | 184 point        |                  |
| 2.               | Egan Bernal       | Ineos Grenadiers       | 140 point        |                  |
| 3.               | Damiano Caruso    | Bahrain Victorious     | 99 point         |                  |
| 4.               | Daniel Martin     | Israel Start-Up Nation | 83 point         |                  |
| 5.               | Simon Yates       | BikeExchange           | 61 point         |                  |
| 6.               | João Almeida      | Deceuninck-Quick Step  | 54 point         |                  |
| 7.               | Bauke Mollema     | Trek-Segafredo         | 53 point         |                  |
| 8.               | Lorenzo Fortunato | Eolo-Kometa            | 52 point         |                  |
| 9.               | Romain Bardet     | Team DSM               | 49 point         |                  |
| 10.              | Michael Storer    | Team DSM               | 46 point         |                  |

| Bjergkonkurrence | Bjergkonkurrence  | Bjergkonkurrence       | Bjergkonkurrence | Bjergkonkurrence |
| Rytter           | Rytter            | Hold                   | Point            |                  |
| ---------------- | ----------------- | ---------------------- | ---------------- | ---------------- |
| 1.               | Geoffrey Bouchard | AG2R Citroën Team      | 184 point        |                  |
| 2.               | Egan Bernal       | Ineos Grenadiers       | 140 point        |                  |
| 3.               | Damiano Caruso    | Bahrain Victorious     | 99 point         |                  |
| 4.               | Daniel Martin     | Israel Start-Up Nation | 83 point         |                  |
| 5.               | Simon Yates       | BikeExchange           | 61 point         |                  |
| 6.               | João Almeida      | Deceuninck-Quick Step  | 54 point         |                  |
| 7.               | Bauke Mollema     | Trek-Segafredo         | 53 point         |                  |
| 8.               | Lorenzo Fortunato | Eolo-Kometa            | 52 point         |                  |
| 9.               | Romain Bardet     | Team DSM               | 49 point         |                  |
| 10.              | Michael Storer    | Team DSM               | 46 point         |                  |

| Ungdomskonkurrence | Ungdomskonkurrence | Ungdomskonkurrence    | Ungdomskonkurrence | Ungdomskonkurrence |
| Rytter             | Rytter             | Hold                  | Tid                |                    |
| ------------------ | ------------------ | --------------------- | ------------------ | ------------------ |
| 1.                 | Egan Bernal        | Ineos Grenadiers      | 85t 41' 47"        |                    |
| 2.                 | Aleksandr Vlasov   | Astana-Premier Tech   | + 7' 07"           |                    |
| 3.                 | Daniel Martínez    | Ineos Grenadiers      | + 7' 56"           |                    |
| 4.                 | João Almeida       | Deceuninck-Quick Step | + 8' 50"           |                    |
| 5.                 | Tobias Foss        | Jumbo-Visma           | + 12' 39"          |                    |
| 6.                 | Lorenzo Fortunato  | Eolo-Kometa           | + 44' 09"          |                    |
| 7.                 | Attila Valter      | Groupama-FDJ          | + 44' 51"          |                    |
| 8.                 | Michael Storer     | Team DSM              | + 1t 47' 48"       |                    |
| 9.                 | Einer Rubio        | Movistar Team         | + 1t 59' 29"       |                    |
| 10.                | Harold Tejada      | Astana-Premier Tech   | + 2t 00' 40"       |                    |

| Ungdomskonkurrence | Ungdomskonkurrence | Ungdomskonkurrence    | Ungdomskonkurrence | Ungdomskonkurrence |
| Rytter             | Rytter             | Hold                  | Tid                |                    |
| ------------------ | ------------------ | --------------------- | ------------------ | ------------------ |
| 1.                 | Egan Bernal        | Ineos Grenadiers      | 85t 41' 47"        |                    |
| 2.                 | Aleksandr Vlasov   | Astana-Premier Tech   | + 7' 07"           |                    |
| 3.                 | Daniel Martínez    | Ineos Grenadiers      | + 7' 56"           |                    |
| 4.                 | João Almeida       | Deceuninck-Quick Step | + 8' 50"           |                    |
| 5.                 | Tobias Foss        | Jumbo-Visma           | + 12' 39"          |                    |
| 6.                 | Lorenzo Fortunato  | Eolo-Kometa           | + 44' 09"          |                    |
| 7.                 | Attila Valter      | Groupama-FDJ          | + 44' 51"          |                    |
| 8.                 | Michael Storer     | Team DSM              | + 1t 47' 48"       |                    |
| 9.                 | Einer Rubio        | Movistar Team         | + 1t 59' 29"       |                    |
| 10.                | Harold Tejada      | Astana-Premier Tech   | + 2t 00' 40"       |                    |

| Holdkonkurrence | Holdkonkurrence       | Holdkonkurrence | Holdkonkurrence |
| Hold            | Hold                  | Tid             |                 |
| --------------- | --------------------- | --------------- | --------------- |
| 1.              | Ineos Grenadiers      | 57t 47' 02"     |                 |
| 2.              | Team BikeExchange     | + 26' 01"       |                 |
| 3.              | Team DSM              | + 26' 02"       |                 |
| 4.              | Astana-Premier Tech   | + 31' 21"       |                 |
| 5.              | Team BikeExchange     | + 1t 09' 53"    |                 |
| 6.              | Trek-Segafredo        | + 1t 19' 18"    |                 |
| 7.              | Movistar Team         | + 1t 22' 40"    |                 |
| 8.              | Deceuninck-Quick Step | + 1t 38' 30"    |                 |
| 9.              | Bahrain Victorious    | + 1t 47' 25"    |                 |
| 10.             | UAE Team Emirates     | + 1t 50' 27"    |                 |

| Holdkonkurrence | Holdkonkurrence       | Holdkonkurrence | Holdkonkurrence |
| Hold            | Hold                  | Tid             |                 |
| --------------- | --------------------- | --------------- | --------------- |
| 1.              | Ineos Grenadiers      | 57t 47' 02"     |                 |
| 2.              | Team BikeExchange     | + 26' 01"       |                 |
| 3.              | Team DSM              | + 26' 02"       |                 |
| 4.              | Astana-Premier Tech   | + 31' 21"       |                 |
| 5.              | Team BikeExchange     | + 1t 09' 53"    |                 |
| 6.              | Trek-Segafredo        | + 1t 19' 18"    |                 |
| 7.              | Movistar Team         | + 1t 22' 40"    |                 |
| 8.              | Deceuninck-Quick Step | + 1t 38' 30"    |                 |
| 9.              | Bahrain Victorious    | + 1t 47' 25"    |                 |
| 10.             | UAE Team Emirates     | + 1t 50' 27"    |                 |